# Andromachi
Andromachi (en griego: Ανδρομάχη) es un distrito del municipio de Katerini, en el norte de Grecia. Antes de 1986, formaba parte de la comunidad de Svoronos. El censo de 2011 registró 1.061 habitantes en el asentamiento, que forma parte de la comunidad de Katerini.
Andromachi es el único distrito de Katerini situado al margen derecho del río Pelekas.